# Philippe Schoeller
Pour les articles homonymes, voir Schoeller.
 (septembre 2011).
Si vous disposez d'ouvrages ou d'articles de référence ou si vous connaissez des sites web de qualité traitant du thème abordé ici, merci de compléter l'article en donnant les références utiles à sa vérifiabilité et en les liant à la section « Notes et références ».
 (novembre 2019).
Il peut être nécessaire de l'améliorer pour respecter le principe de neutralité de point de vue. Veuillez consulter la page de discussion pour plus de détails.

Philippe Schoeller [filip ʃølœʁ] est un compositeur français né le 13 avril 1957.

## Biographie
Dès son plus jeune âge, il suit une solide formation musicale traditionnelle : piano avec Jean-Claude Henriot, harmonie et contrepoint avec Béatrice Berstel, analyse avec Robert Piencikowski, initiation à la direction d'orchestre à l’École normale de musique de Paris avec Gérard Dervaux, chant choral dans le chœur Bach de Justus von Websky.
Bien qu'il suive, de 1982 à 1986, les cours de Pierre Boulez au Collège de France ainsi que les master-classes de Franco Donatoni au Conservatoire national supérieur de musique de Paris, mais aussi les cours libres de Iannis Xenakis à l’École des hautes études, toujours à Paris, le compositeur se définit dans nombre d'interviews comme ayant appris par lui-même, en composant depuis sa tendre enfance, les principes de constructions et d'inventions propres à la composition musicale. « L'écriture du mouvement intérieur, musique, s'apprend en écrivant, jouant, partageant la musique avec les musiciens. »

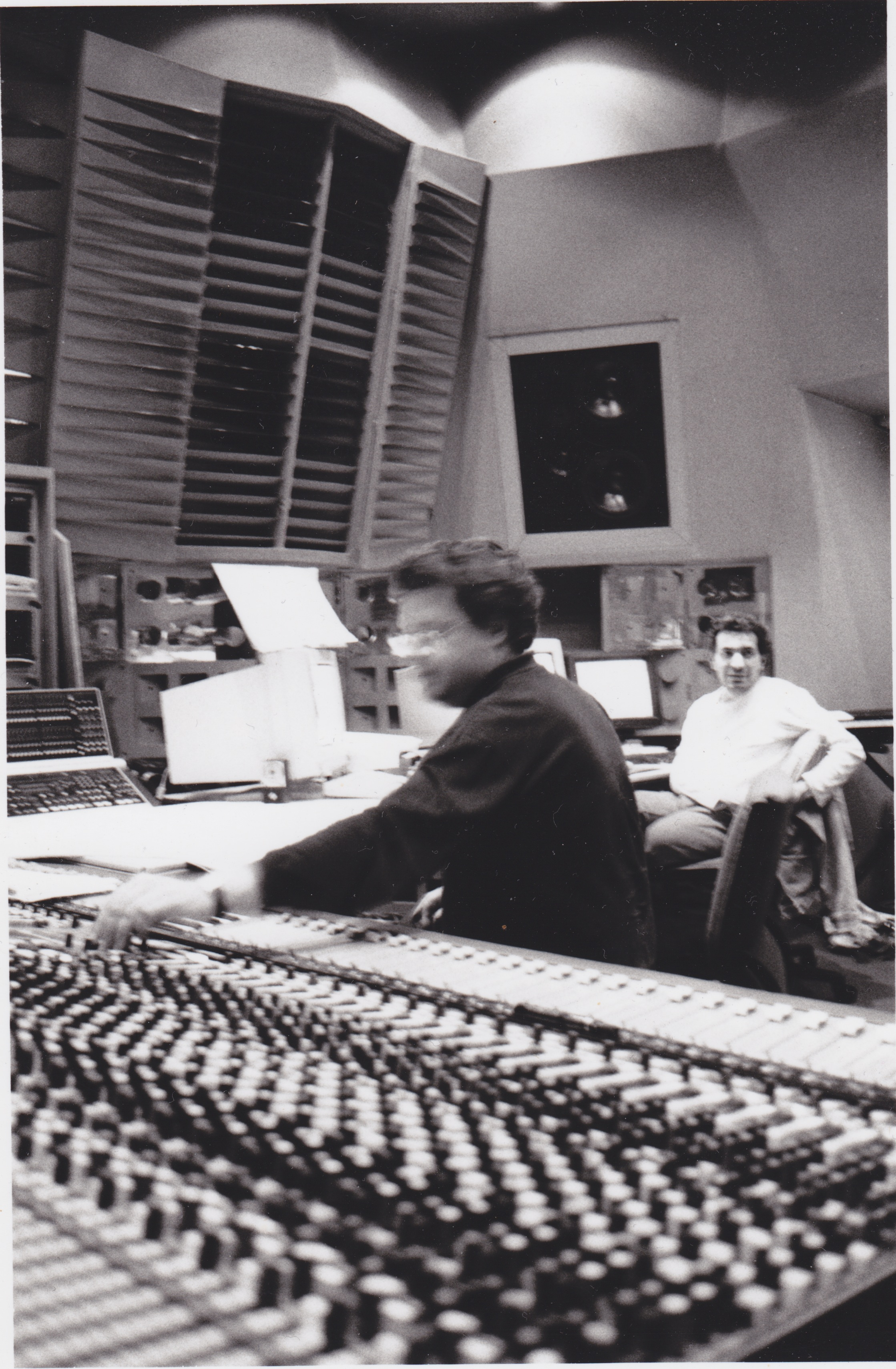
Philippe Schoeller en studio

Cependant ses rencontres les plus marquantes sont celles avec Helmut Lachenmann lors d’une conférence en 1985 à Paris, avec Henri Dutilleux à Tours en 1990 et avec Elliott Carter en 1983.

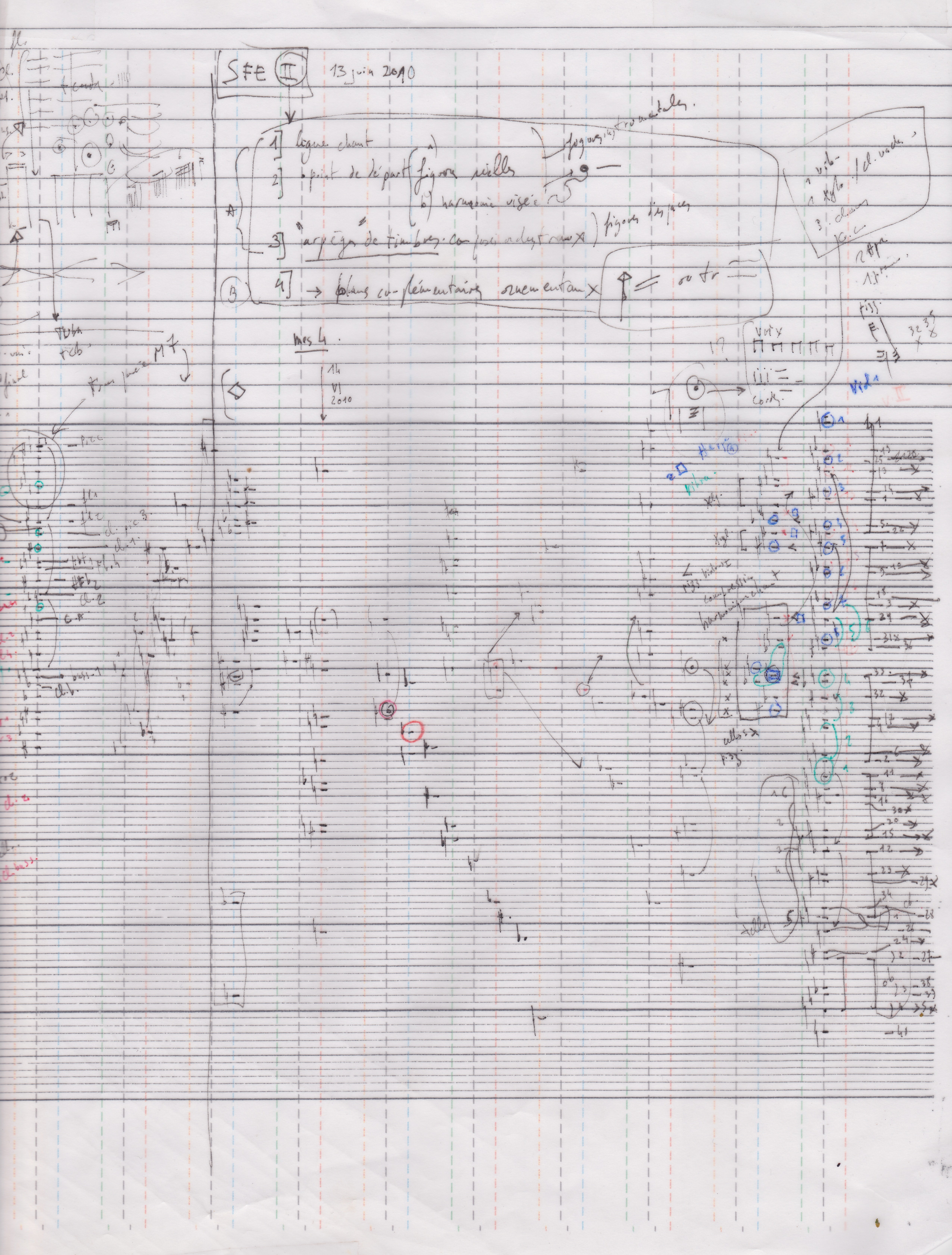
Esquisse pour orchestre, système graphique de micro-orchestration

Philippe Schoeller a également enrichi sa formation de musicien par une licence de musicologie et une maîtrise de philosophie, option Philosophie de l'art, à l'université de Paris-Sorbonne.
Lauréat des concours internationaux de composition Antidogma (Turin, 1984) et Henri-Dutilleux (Tours, 1990), Philippe Schoeller a été le premier compositeur lauréat de la fondation Natexis (1993-1997). Il a été élu « compositeur en résidence » durant l'année 2001 auprès de l'Orchestre philharmonique de la Beethovenhalle à Bonn et a reçu la même année à l’unanimité le grand prix Paul-Gilson, décerné par les radios canadiennes, suisses, françaises et belges, pour son œuvre  Totems, pour grand orchestre. En janvier 2003, Il est sélectionné, parmi plus de 900 partitions, pour participer avec neuf autres compositeurs à la demi-finale du Masterprize, à Londres, avec cette œuvre.
Il a donné de nombreuses conférences (École polytechnique fédérale de Lausanne, École des beaux-arts d'Angers, École nationale supérieure du paysage de Versailles, École centrale de Massy-Palaiseau) dirigé des master-classes au Conservatoire national de Copenhague et à la Hochschule de Hanovre en 2004. Il a également enseigné l'analyse et la composition au Conservatoire national supérieur de musique et de danse de Lyon.
Après avoir suivi le stage d’informatique musicale à l’Ircam, il y a réalisé d’importants travaux sur la « synthèse sonore », puis organisé diverses master-classes pour les jeunes compositeurs en résidence ou cursus en 2005. L’objectif de ses travaux a été d’élaborer, avec les outils dont dispose cet institut, une nouvelle lutherie en accord avec son temps mais aussi — et surtout — en harmonie et continuité d’avec la lutherie traditionnelle, part artisanale de l’orchestre ; ainsi cette « lutherie numérique » tente de rejoindre la même perfection et exigence à laquelle répondent les instruments traditionnels depuis des siècles.

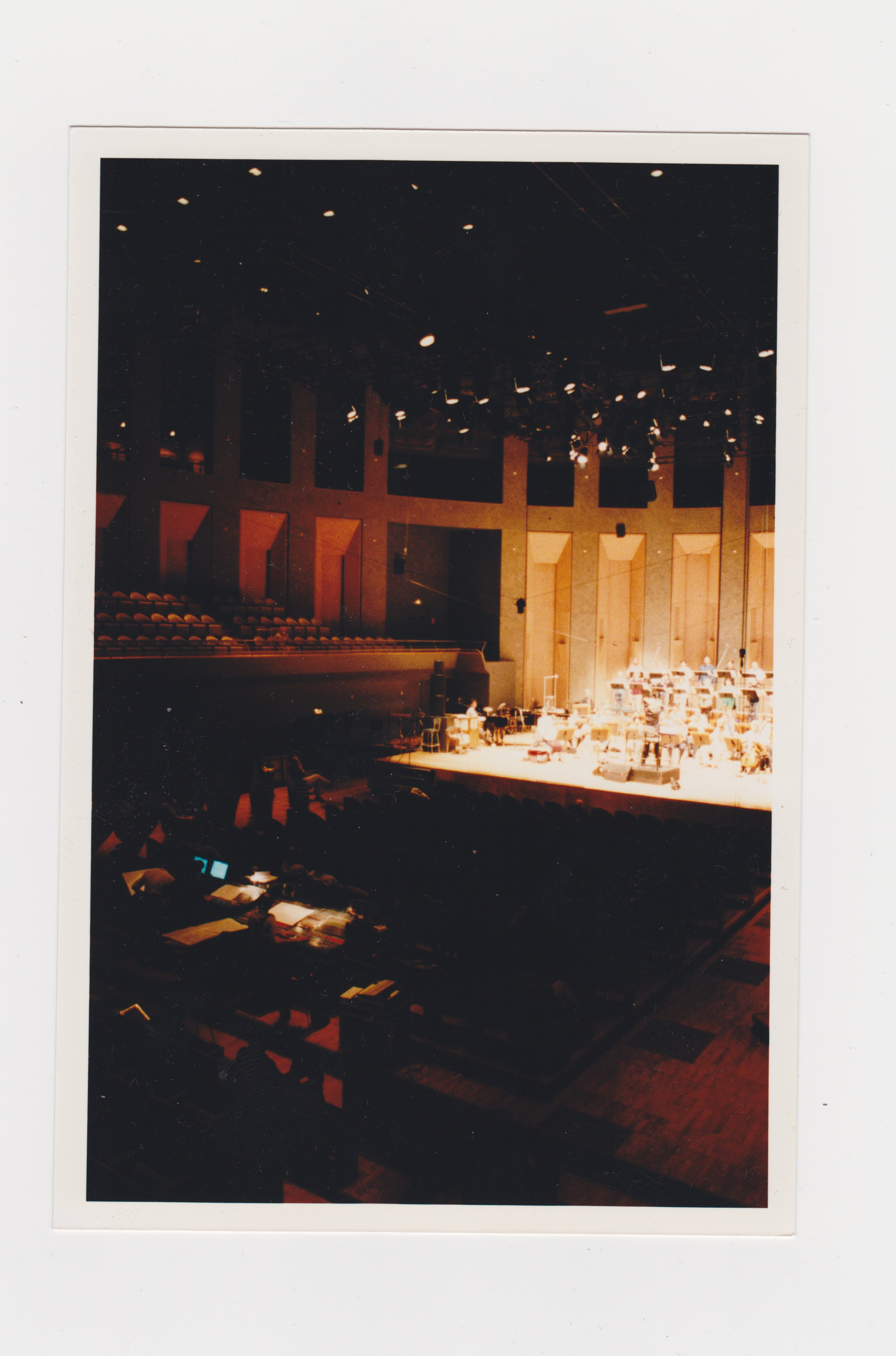
Oratorio pour chœur mixte, matériaux électroniques spatialisés et orchestre.

Il est invité comme compositeur en résidence auprès de l'Orchestre national de Montpellier de 2008 à 2010.

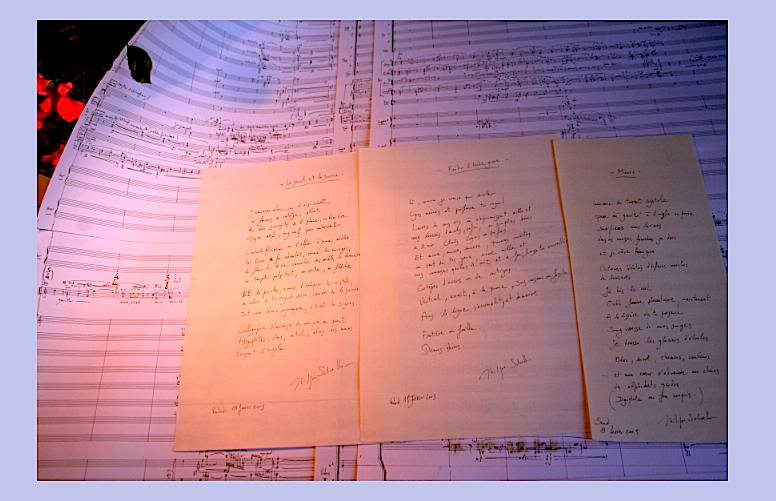
Songs for Esstal, sur manuscripts poèmes de l'auteur.

Deux publications discographiques (Voix intérieures par l'ensemble Alternance et The Eyes of The Wind, Concerto pour violoncelle et grand orchestre par Jean-Guihen Queyras et l'Orchestre philharmonique de Radio France, direction Alexander Briger) ont été honorées du « Coup de cœur » de l'académie Charles-Cros.
En 2009, Philippe Schoeller a reçu pour son troisième quatuor à cordes Tree to soul le « prix de printemps » Sacem pour la meilleure composition instrumentale de l'année.
Il est l’auteur de plus de 70 œuvres qui sont jouées en Europe, en Russie, à New York, à San Francisco, au Japon et sont éditées chez Schott Music Verlag International, chez Durand Salabert Universal France depuis 2008, aux Éditions Musicales ARTCHIPEL (Paris). http://www.artchipel.net/

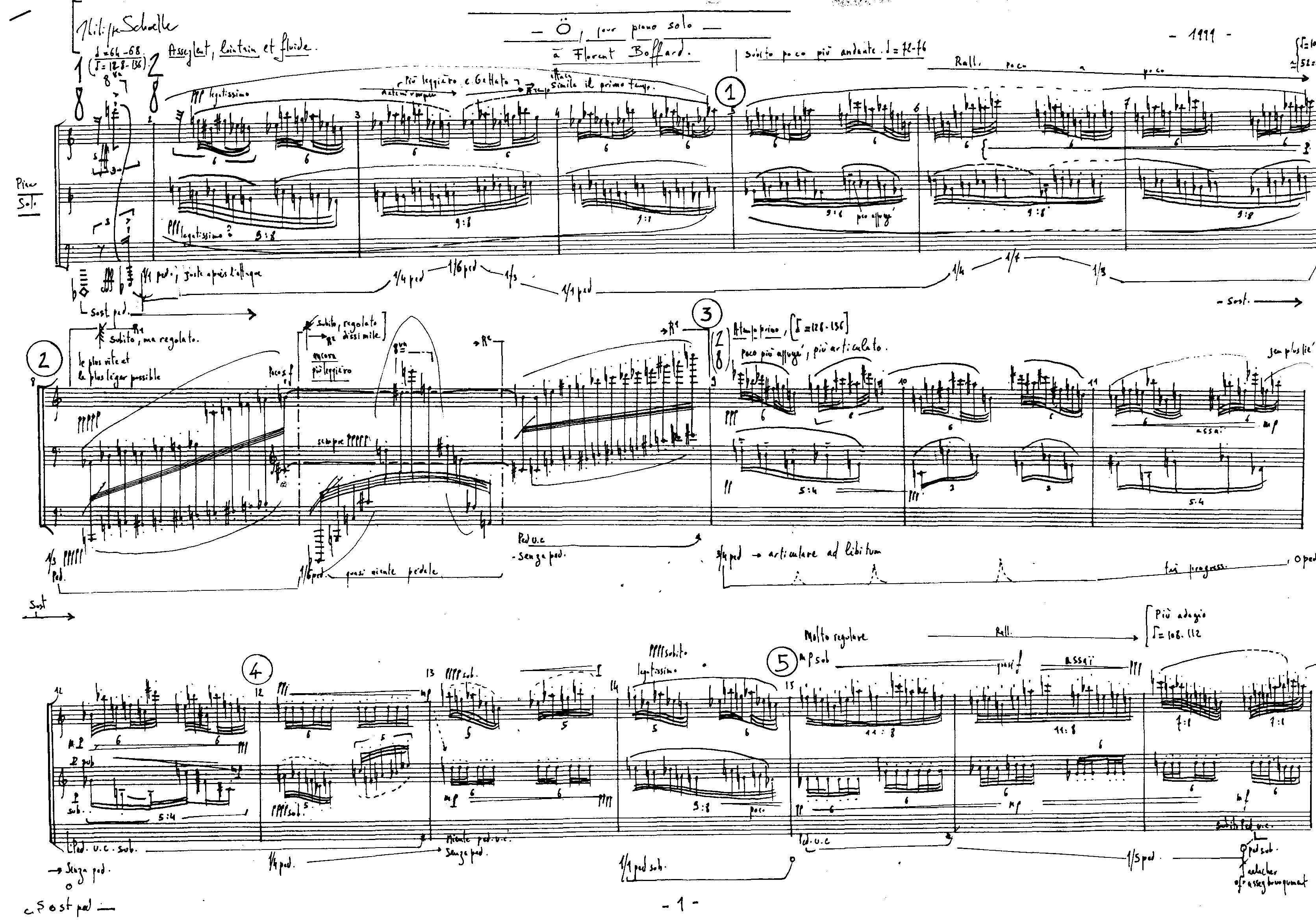
ö, pour piano solo. Page 01 manuscrit.

## Œuvres

### Musique de chambre
Pour instrument solo
- Songs of Violetta pour violon (1996)

Créé en sept. 1996 au Klangspuren Festival, Autriche, par Maryvonne le Dizès, membre soliste de l'Ensemble intercontemporain.
- Omega pour orgue (1991)

Créé en octobre 1991 par Helga Schauerte-Maubouet, Orgue de l’Eglise de Saint-Germain des Prés, Paris. XIe Festival d’orgue de Paris. (durée : 10 min)
- Isis pour contrebasse (1998)

Créé en décembre 1998 au Parlement de Bonn par le contrebassiste solo de l’orchestre de la Beethovenhalle, Bonn (durée : 1 min 20 s)
- Alpha pour orgue (1997)

Créé le 16 décembre 1997 par Georges Guillard, Orgue de la Chapelle d’Aubervilliers (France) (durée : 10 min)
- Çiva pour trompette (1998)

Créé en décembre 1998 au Parlement de Bonn par le 1er trompette solo de L’orchestre de la Beethoven halle, Bonn (durée : 1 min 30 s)
- Sopherim pour piano solo (1998) (durée : 4 min)
- Ö pour piano solo (1998-1999)

Création au 50e Bath Festival le 8 juin 1999 par Florent Boffard, piano. (durée : 8 min)
- Esstal pour harpe solo (2002)

Créé en novembre 2002, Salle Cortot, Paris. Veronique Gesquières.
- Elfique pour violon solo (2003)

Créé en avril 2003, par Hae-Sun Kang Violon solo de l’ensemble Intercontemporain(Paris) à Caracas, août 2003.
- Gaïa pour flute solo (1998-1999)

(durée : 4 min)
- LYX pour trompette solo (2005)

pour épreuve de déchiffrage au concours de l'Orchestre philharmonique de Radio France (durée : 4 min)
- Dans la forêt, la nuit/ La Sauterelle/ La Course des lutins, 3 pièces pédagogiques pour violon solo (2004)

Éditions Lemoine.
- Für G. Kurtag, nach F. Hölderlin pour violoncelle solo (2006)

Création Cité de la Musique, Paris, février 2006 par Jean-Guihen Queyras. (durée : 4 min)
- Sternklang pour violoncelle solo (2007)

Création: mars 2007 par Alexis Descharmes, Cité de la Musique, Paris. (durée : 3 min)
- Anges pour violoncelle solo (2007-2008)

Création : Eric-Maria Couturier, Madrid, décembre 2007 / Jean-Guihen Queyras, Konzert Gebouw, Amsterdam 23 janvier 2008. (durée : 10 min)
- Prelude/postlude Sternklang pour violoncelle solo (2007)

Création; Eric-Maria Couturier, Madrid, décembre 2007 (durée : 8 min)
- Selon bruit de guerre pour piano solo (2007-2008)

Création; Alexandre Tharaud. Théâtre de la Ville, Paris, mai 2008. Commande de Musique nouvelle en liberté, Paris (durée : 5 min)
Duos
- Stück pour flûte et piano (1998)

(durée : 2 min)
- Folia (I & II) pour basson et alto (1998-1999)

Création à Paris le 2 juin 1999 par Pascal Gallois, basson, et Garth Knox, Alto (durée : 25-27 min)
- Volubilis pour basson et harpe. (1995)

Création par Pascal Gallois et Fabrice Pierre, Tokyo sept. 1995 (durée : 10 min)
- Lacrimosa (Lamento) (1995-96) /révision 2003 / pour basson et harpe.

Créé en mars 1996 par les solistes de l'Ensemble Inter-contemporain, Pascal Gallois, Cristophe Desjardins, Festival Ars Musica, Bruxelles. Création française en mai 97 au Châtelet, Paris (durée : 14 min)
- Isis II pour basson et harpe (2000-2001)

Création à Paris le 6 février 2001. Pascal Gallois, basson et Véronique Ghesquière, harpe. Maison de Radio-France, Festival Présences 2001 (durée : 10 min)
- Trois Miniatures pour cello et piano (1999-2000)

Créé le 10 octobre 2003, Salle Cortot, Paris. Sebastien Vichard et Alexis Descharmes. (durée : 2 min 20 s)
- Petite cascade de cristal/ Solstices, deux pièces pédagogiques pour violon et piano (2003)

Éditions Lemoine
- Genau pour flûte en sol et piano (2006)

(durée : 5 min)
- Horizons, Horizon-tal, Étoiles, L’Arbre, pièces pédagogiques pour clarinette en sib et piano (2007)

(durée : 8 min) Commande des éditions Lemoine.
Trios
- Omaggio, omaggio 1 pour violon, flûte en sol et piano (1991)

Créé le 10 mai 1991 à Rome, Villa Médicis, par Irvine Arditti. (durée : 9 min)
- Omaggio, omaggio II pour flute en sol, viole d’amour et piano (1999-2000)

Créé le 10 octobre 1999 à Moscou, Ensemble Alternance. (durée : 9-10 min)
- Lune d’argent, pièce pédagogique pour trois violons (2003)

Commande des éditions Lemoine.
- Borealis / Aurora Australis, deux trios pour mandoline, harpe et guitare (2005)

Créé le 26 février 2006 par le Trio Polycordes, Paris Commande du Trio Polycordes. (durée : 6 et 5 min)
- Or, trois pièces pour piano, clarinette en si b et alto (2006-7)

Commande du Festival Olivier Messiaen de la Meije 2007. Création le 26 juillet 2007 par le trio Modulations : Hideki Nagano, piano ; Odile Auboin, alto ; Alain Billard, clarinette en si b. (durée : 22 min)
- Versailles, musique originale du long-métrage de Pierre Schoeller (2007-2008)

Production des films Pelleas. Pianos: Florent Boffard, Lidija Bizjak, Philippe Schoeller. Enregistrement au studio Davout.(durée 15 min)
Quatuor, quintette, etc.
- Madrigal pour quatuor avec piano (1994)

Créé par le Quatuor Gabriel, Paris, novembre 1994. (durée : 10 min)
- Sonnet pour 20 guitares (1990)

Créé à Orléans, direction par l’auteur. Commande des Semaines musicales d’Orléans. (durée : 10 min)
- Poème d'alliances pour septuor (1990)

Créé à Tours, Concours Henri Dutilleux, direction Jacques Pezzi. Second prix du Premier Concours International de Composition Henri Dutilleux, Tours. (durée : 17 min)
- Cosmos pour deux pianos, percussions et diverses cloches (1997-1998)

Commande de l’Institut Français d’Innsbruck, de la Fonderie de cloches Grassmayr et du festival Klangspuren à Innsbruck. Créé en octobre 1998, à Innsbruck dans les Usines de construction des générateurs électriques, par Pierre-Laurent Aimard, Irina Kataieva: pianos Daniel Ciampolini, Michel Cerrutti, percussion. Création française en juin 2000, Maison de Radio-France Paris, par Pierre-Laurent Aimard, Florent Boffard: pianos Daniel Ciampolini, Michel Cerrutti, percussion. EME (durée : 18 min)
- Cinq Incantations pour flûte, clarinette, piano, violon, alto, violoncelle (1998-2000)

Commande de l’Institut français à Milan et de l’ensemble Alternance. Création de la “Première Incantation” par l’ensemble Alternance au Goethe Institut, Paris, le 1er décembre 1998. Création des “Cinq Incantations” par l’ensemble Alternance à Moscou décembre 2000. E.M.E. (durée : 28 – 30 min)
- Incantation sixième pour flûte, clarinette, piano, violon, alto, violoncelle et harpe (2003)

Création le 12 mars à Bremen (Allemagne) par l’ensemble Alternance et Véronique Gesquières, harpe (dur. 7 min)
- Archaos pour 6 percussions (2004)

Commande des Percussions de Strasbourg. Création: le 12 octobre 2004, Percussions de Strasbourg, Festival Musica, Strasbourg (dur. 12 min)
- Figures atlantes, 36 pièces pédagogiques pour divers instruments (2004-2005)

Créé le 28 mai 2005 à Brest par les élèves et les professeurs de l’École nationale de musique et de danse de Brest. (Philippe Schoeller : compositeur en résidence durant l’année 2004-2005.)
Effectifs : tous les vents: bois et cuivres, toutes les cordes classiques, piano, harpes celtiques, bombardes, accordéons, voix soprano, chant choral pour enfants et adolescents, violes de gambes, flutes à bec - sopranos, altos, ténors-, clavecin, vibraphone, saxophones - solo/ duos- etc., 4 pièces pour chœur d’enfants, 1 pièce pour voix soprano, quatuor de flutes à bec, 2 violes de gambes, 2 accordéons et 3 harpes celtiques) (durée : 100 min)
- Archaos Infinita I & II pour douze percussions dirigées (2010)

Commande de la Schoeller Familie. Création: le 30 septembre 2010, Festival Musica, Strasbourg (par les étudiants de la classe de percussion de Michel Cerrutti au CNSMP), dirigé par Michel Cerrutti. (durée: 16 min - 11 + 5)
- Nomade Hypnos pour ensemble de chambre (2006)
  - Nomade Hypnos I (a & b), deux duos pour violoncelle et piano, (4 & 4 min)
  - Für G. Kurtag, nach Friedrich Hölderlin, pour violoncelle solo (4 min)
  - Nomade Hypnos II, pour quatuor à cordes (instruments dotés de cordes en boyaux) (8 min)
  - Nomade Hypnos III, pour hautbois, cello et piano (4 min 30 s)
  - Nomade Hypnos IV, pour piano solo (7 min 30 s)

Commande d’État, Commande des Rencontres Musicales de Haute-Provence. Créé les 24, 25, 27, 28, juillet 2006 à Forcalquier, Rencontres Musicales de Haute-Provence (durée : 31-32 min)
- Pas un bruit pour récitant, flûte, clarinette en si b, violoncelle et piano (2007)

Commande des Semaines Musicales de Quimper. Création : le 23 mai 2007, Quimper. Alain Carré : récitant, Ensemble Alternance. (durée : 16 min)
- A l’aube où les sources pour guitare, harpe, 2 accordéons chromatiques, viole de gambe (2008)

Commande du Conservatoire de Brest. Création : septembre 2009, Brest. (durée : 16 min)
- Tree to Soul pour quatuor à cordes (2006-2008)

Commande de Katrin et Werber Rabus, Bremen. Création par le Quatuor Kaïros, Bremen, février 2009. (durée : 20 min)

### Ensemble orchestral
- S pour 34 musiciens (1978-1981) ; version révisée (1989)

Créé en juin 1989 par l’Ensemble Intercontemporain, direction Peter Eötvös (durée : 16 min)
- Feuillages pour ensemble orchestral et spatialisation de matériaux de lutherie numérique (1991-1992)

Commande de l’Ircam et des Amis du Centre Georges Pompidou, Paris. Créé en décembre 1992 par l’Ensemble Intercontemporain, direction David Robertson, à l’Ircam (durée : 20 min)
- Winter Dance, Erste Kammersymphonie pour 34 musiciens (1993-94) d'après une toile de Pieter Bruegel l'Ancien Il rittorno dalla caccia (1565)

Créé en mars 1994 au Théâtre de la Monnaie, par la Beethoven Académie dirigée par Andreï Boreyko, Festival Ars Musica, Bruxelles. Creation française David Robertson, Orchestre National de Lyon, 12 /1997. Editions Schott (durée : 15 min)
- Feuillages, version pour ensemble orchestral (2001)

Créé en février 2001 par l’Ensemble Modern, direction Stefan Asbury. Paris, Festival Présences 2001. (durée : 17 – 18 min)
- Ganesha, concertino pour percussion et orchestre de chambre (2003- 2004)

Commande de l'Ensemble Intercontemporain Créé le 13 octobre 2004 par l'EIC, dir. Zolt Nagy, Michel Cerruti: percussion (durée : 20 min)
- Angel Amadeus pour douze cordes et clavecin (2005-2006)

Commande de l'Ensemble “La Follia” (Strasbourg) et de Musique Nouvelle en Liberté, Paris Créé le 27 janvier 2006 par l’Ensemble La Follia. Strasbourg. (durée : 18 min)
- Dura Lex pour flûte, clarinette, piano, harpe, violon, alto, cello, bols tibétains et galets (2006-2007)

Commande du Musée du Louvre, Paris. Musique en direct jouée sur scène pendant la projection du film de Lev Koulechov,  Dura Lex (1923). Création le 10 mai 2007, Auditorium du Musée du Louvre, ensemble Alternance. (80 min)

### Musique symphonique
- Iris (1988)

Créé en septembre 1988 au Festival d'Angers, par l'Orchestre Philharmonique des Pays de Loire. Direction François-Xavier Bilger (durée : 8 min)
- Légendes, part 1: Wasser pour orchestre symphonique et récitant ad libitum (1992 -93)

Créé en juillet 1993 au Festival d'Avignon, Chartreuse de Villeneuve- lez-Avignon, par l'Orchestre Lyrique Région Avignon Provence, direction François-Xavier Bilger, récitant Michael Lonsdale, sur des textes de Jean-Luc Parant. Commande du Centre de la Chartreuse-lez-Avignon, compositeur en résidence. Éditions Schott (durée : 25 min)
- Flügel, concerto pour piano et orchestre (1994-1999)

Commande de Radio-France (Paris). Création à Paris le 18 juin 1999. Pierre-Laurent Aimard, piano. Orchestre Philharmonique de Radio-France, Direction : Marek Janowski. Éditions Musicales Européennes (durée : 20 min)
- Feuergeist, étude symphonique (1998- 2000)

Commande de l’Orchestre Philharmonique de la BeethovenHalle, Bonn. Créé le 31 août 2001 par l’Orchestre de la BeethovenHalle, direction Marc Soustrot, Bonn. Éditions Musicales européenne (durée : 16 – 17 min)
- Hélios, concerto pour harpe et orchestre (2001- 2002)

Commande de l’Orchestre National de Lyon Création, à Lyon, le 6 juin 2002 par David Robertson, direction, et Frédérique Cambreling, harpe. Éditions Musicales européennes (durée : 23 à 24 min)
- Cinq Totems pour grand orchestre (2000)

Commande de Radio-France (Paris). Création à Paris le 2 février 2001, Festival Présences 2001. Orchestre National de France. Conductor ; Pascal Rophé. Grand Prix Paul-Gilson. Éditions Musicales européennes (durée : 14 min)
- Alcyon, fable symphonique pour orchestre et récitant (2001- 2002)

Commande de Cité de la Musique Paris. Création le 22 septembre 2002, Paris, direction Myung-Whun Chung Orchestre Philharmonique de Radio-France, Récitant : Lambert Wilson. Editions Musicales européennes (durée : 40 min)
- Symphonie première « Zeus » (2002-2003)

Commande d’État. Création le 22 septembre 2004, Orchestre Philharmonique du Luxembourg, dir. : Arturo Tamayo Strasbourg, festival Musica (durée : 23-25 min)
- The Eyes of the Wind, concerto pour violoncelle (2002-2005)

Commande du Festival de Donaueschingen (Allemagne) Création le 17 septembre 2005, Orchestre Philharmonique du SWR Freiburg/ Baden-Baden dir: Peter Hirsch, Donaueschingen. Jean-Guihen Queyras, violoncelle (durée :. 22 min)
- Ritualis Totems pour grand orchestre et chœur mixte. (2006-2007)

Commande de l’Orchestre Philharmonique de Strasbourg. Création le 13 avril 2007, Strasbourg, Palais des Congrès. dir: Julia Jones. Éditions EME publish. (durée : 33 min)
- Deuxième symphonie Âme (commande de Radio France, création mondiale le 10 mars 2017 par l'Orchestre Philharmonique de Radio France, direction : Pascal Rophé)

### Musique avec électronique
- Distances, ballet (1983-1984)

Commande d’état. Musique électronique composée pour 4 haut-parleurs. Création New York, compagnie Daria Faïn.janvier 1985 Manuscrit/ Bande magnétique 4 pistes. (durée 50 min)
- Feuillages pour ensemble orchestral et projection spatiale audio-numérique de matériaux électroniques élaborés à l’Ircam (1991-1992)

Commande de l’Ircam, et de l’Association des amis de Claude Pompidou. Créé le 16 décembre 1992 par l’Ensemble Intercontemporain, direction: David Robertson (durée 20 min)

### Musique vocale
- Selon Pierre de Ronsard pour soprano solo (2005)

Création par Valérie Philippin, Paris mars 2005 (durée : 4 min)
- Klar pour voix et piano (1985)

(durée : 3 min)
- Omaggio Kurtag pour baryton-basse et basson (2000- 2001)

Commande de Pascal Gallois et de l’Aggam. Créé le 10 mai 2001 par Nicholas Isherwood, Basse, et Pascal Gallois, basson. Paris, École normale de musique, salle Cortot. (durée : 7 min)
- Duo pour Anne Parrin, pour soprano et piano (2004-2005)

Sur un poème de Philippe Schoeller, chanté en hongrois, offert à la chanteuse Anne Parrin, pour Noël 2004-2005 (durée : 5 min)
- Trois trios sur des poèmes de Heiner Müller (2004-2005)

Commande de l’Ensemble Sillages et de Musique Nouvelle en Liberté. Créé le 10 mai 2005 à Brest par Donatienne Michel-Dansac, soprano, Lyonel Schmitt, violon, et Vincent Leterme, piano (durée : 19 min)
- Hypnos linea (duo I, solo II, solo III, duo IV, solo V) (2007)

Suite d’airs pour voix de femme et flûtes, petites percussions, harpe celtique, sur des textes de saint François d’Assise. Commande du Festival Musique et Mémoire, Faucogney. Brigitte Lesne : voix et harpe. Pierre Hamon, flûtes, tambours, petites percussions. Création : le 23 juillet 2007. (durée: 30 min)
- Trans-Warhol, opéra-danse d’après une somme de textes-interviews de Andy Warhol, organisés, réévalués et mis en forme par Kenneth Goldsmith. (2006-2007).

Commande de la Fondation Flux Laboratory, Patrick et Cynthia Odier (Genève). Créé les 9/10/11 mars 2007, Genève avec Christina Landshammer, soprano, Hildegarde Wiedeman, mezzo-soprano, Patrick van Goethem, haute-contre ; Chorégraphie, décors et costumes: Nicolas Musin. Ensemble Alternance. Danseurs de la compagnie ABCD flux
Effectif : trois voix, récitant, danseurs, flûtes, clarinettes, piano, harpe, violon, alto, cello, matériaux électroniques (élaborés à l’Ircam. (durée : 90 min)
Chœurs
- Le Jardinier d’amour, pour chœur a cappella (2000- 2001)

Commande du chœur Mikrokosmos de Loïc Pierre. Créé le 22 avril 2001 à l’abbaye de Noirlac. EME (durée : 6 min).
- Géologia, poème de Claude Faïn (I) pour chœur mixte a cappella (2001- 2002)
- Géologia, poème de Claude Faïn (II) pour chœur mixte a cappella (2001- 2002)

Commande du Jeune Chœur de Paris, et de la Cité de la Musique Paris Création le 23 mai 2002, Paris, direction Laurence Equilbey. E.M.E. (durée : 10 min)
- Géologia, poème de Claude Faïn (IV) pour chœur mixte a cappella (2001- 2002)

Commande du chœur de chambre Accentus. Création le 23 avril 2002, Orléans, direction Laurence Equilbey. EME (durée : 10 min)
- Isis, cantate pour basson et Chœur mixte a cappella (2001- 2002)

Commande du chœur Mikrokosmos Création le 4 mai 2003, Blois, Église saint-Nicolas, chœur de chambre Mikrokosmos, direction: Loïc Pierre. PascalGallois, Basson. (durée : 18 – 20 min)
- Spiritus Amadeus pour 12 voix mixtes a cappella, (2005-2006)

Commande du chœur Arsys-Bourgogne, direction Pierre Cao, création le 24 août 2006, avec le Requiem de W.A. Mozart, basilique de Vezelay, France (durée : 24 min)
- Vertigo Apocalypsis, oratorio pour ensemble orchestral, chœur et électronique (1978-1997).

Commande de l’Ensemble Intercontemporain, de l’Ircam et du Süddeutscherunfunk Chor Stuttgart. Matériaux électroniques élaborés à l’Ircam (Paris) (1996-1997) Créé le 21 septembre 1997, Cité de la Musique Paris. Rupert Huber, chef de chœur, Anne Manson, direction. Contrôle électronique : Philippe Schoeller, Gilbert Nouno, Frederic Prin. Repris à Stuttgart et à Varsovie, Festival d’automne de Varsovie, National Philharmonia Hall, 27 sept. 1997. Éditions musicales européennes (durée 40 min)

## Discographie / articles
- Voix intérieures, Ensemble Alternance, 3D Classic 8033

« Coup de cœur 2004 », Académie Charles-Cros
- Vertigo Apocalypsis, Oratorio in Ircam les années 1990, Ircam OO8
- Dialogues, Pascal Gallois, Garth Knox, Sarah O’Brien, Nicholas Isherwood - Stradivarius STR 33625
- Le Jardinier d'amour in Béatitudines, chœur Mikrokosmos - Jade universal 301 609 -2
- Voyages” Berio/Hosokawa/ Schoeller (Cantate Isis) Pascal Gallois, Chœur Mikrokosmos, Ensemble Collegium Novum - Stradivarius STR 33736 (2006)

Nommé aux Victoires de la Musique 2007, Paris.
- Trans-Warhol, opéra-danse - Fondation Flux Laboratory, Genève 2007
- Hypnos, Pierre Hamon
- Volubilis, création mondiale novembre 2009 Centre Pompidou (Paris)

## Filmographie en tant que compositeur
- 2008 : Versailles de Pierre Schœller
- 2011 : L'Exercice de l'État de Pierre Schœller
- 2013 : Les Anonymes de Pierre Schœller, téléfilm Commande de Canal Plus, 120 min, musique composée et dirigée par Philippe Schœller
- 2016 : Dans la forêt de Gilles Marchand
- 2018 : Un peuple et son roi. Film écrit et réalisé par Pierre Schœller. Musique originale, composée, orchestrée, dirigée avec l'Orchestre de la Radio de Sofia (Bulgarie), par Philippe Schoeller.
- 2006: Dura Lex, film muet de Lev Koulechov (1923), d'après une nouvelle de Thomas Mann, commande de l'auditorium du Musée du Louvre, Paris. Musique jouée en ciné-concert, pour 6 instruments, flute, clarinette, piano, harpe, violon, alto violoncelle, 90 minutes. Partition en location au compositeur.
- 2011-2014 : -  “ J’accuse, for live concert with Abel Gance’s film”  (1919) für grosse Orchester (180 min) Uraufführung 8 nov. 2014, Salle Pleyel, Paris. Orchestre Philharmonique de Radio-France. Dir: Frank Strobel. commande de Arte, Salle Pleyel, Orchestre Philharmonique de RAdio-France, Ircam, Sacem, Ministère de la défense. Repris à Strasbourg, Festival Musica (2015), Nice, Opéra (2016), KonzertHaus Wien (2017), KonzertHaus Berlin (2018). Editions Artchipel, Paris.
- 2016-2017 : " Das Alte Gesetz" ciné concert pour ensemble de chambre. Film muet de Ewald Andre Dupont (1923). Orchestre de la Jacob Platz, Münich, direction Daniel Grossmann. Biennale de Berlin, septembre 2017. 130 minutes. Editions Musicales Artchipel.

## Prix et nominations
- Césars 2012 : nomination au César de la meilleure musique pour L'Exercice de l'État
- Concours International de composition Henri Dutilleux, Tours 1990, lauréat.
- Concours International de composition Antidogma, Turin 1995, lauréat.
- Prix de la meilleure création contemporaine instrumentale[2]
- « Coup de cœur » Académie du disque Charles Cros, pour Voix intérieures cycle de musique de chambre. Ensemble Alternance. 2004-2005
- « Coup de cœur » Académie du disque Charles Cros, pour The Eyes of The Wind, Cello Concerto Orchestre Philharmonique de Radio -France, Cello : Jean-Guihen Queyras, direction Alexander Briger, 2008[3].